# Edward Daniel Howard
Edward Daniel Howard (ur. 5 listopada 1877 w Cresco, zm. 2 stycznia 1983 w Beaverton) – amerykański duchowny katolicki, arcybiskup Portlandu, jeden z najdłużej żyjących biskupów katolickich w historii.

## Życiorys
Ojciec pochodził z Irlandii, ale wyemigrował do USA i osiadł w Illinois. Tu poznał swą przyszłą żonę, z którą miał czworo dzieci w tym bliźniaki Emmetta i Edwarda Daniela. Emmet zmarł już po dziewięciu miesiącach życia. Edward w 1900 wstąpił do seminarium duchownego w St.Paul, gdzie został ordynowany do kapłaństwa 12 czerwca 1906 roku przez abpa. Johna Irelanda. Był następnie wykładowcą łaciny i greki w szkole średniej, gdzie po dwóch latach został dyrektorem.
23 grudnia 1923 otrzymał nominację na biskupa pomocniczego Davenport ze stolicą tytularną Isaura. Sakry udzielił w katedrze św. Rafała w Dubuque arcybiskup St. Paul Austin Dowling. Po dwóch latach został awansowany na arcybiskupstwo w Oregon City. Ingres do katedry Niepokalanego Poczęcia miał miejsce 25 sierpnia 1926 roku. We wrześniu 1928 archidiecezja zmieniła siedzibę i stolicą było odtąd Portland. 
Z urzędu ustąpił tuż po zakończeniu soboru watykańskiego II w 1966 roku po 40 latach kierowania archidiecezją. Miał wówczas prawie 90 lat. Został przeniesiony na stolicę tytularną Albule i jednocześnie administrował archidiecezją do czasu wyboru następcy. Zamieszkał następnie w Beaverton pod opieką sióstr NMP z Oregon. Zmarł jako najdłużej żyjący biskup katolicki w historii, którego lata życia wiarygodnie udokumentowano.